# 트랙볼

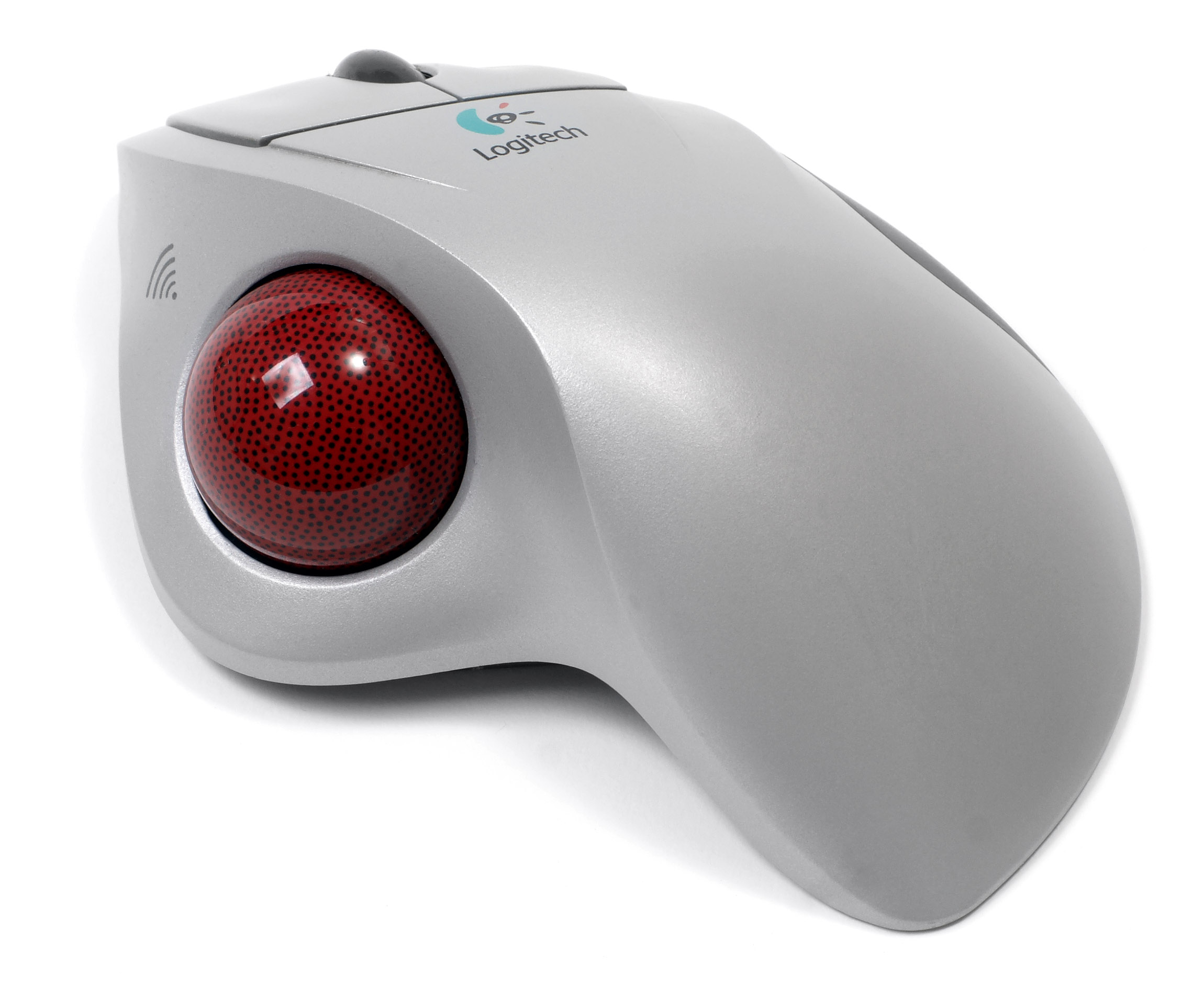
로지텍 무선 트랙맨 휠 트랙볼 마우스

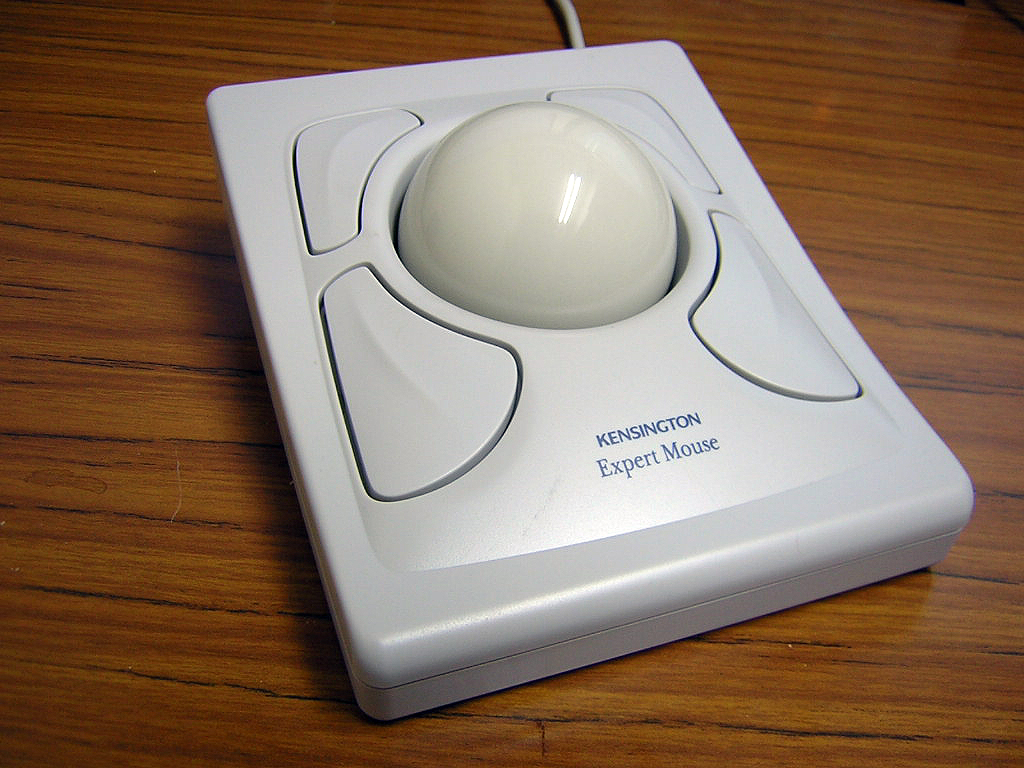
켄싱턴 엑스퍼트 마우스의 초기 버전은 미국 사이즈 당구공을 트랙볼로 사용할 수 있다.

트랙볼(trackball, 문화어: 추적구)은 두 축을 중심으로 공의 회전을 감지하는 센서가 있는 소켓에 공이 고정된 포인팅 장치이다. 이는 노출된 돌출된 공이 있는 거꾸로 된 볼 마우스와 같다. 사용자는 엄지손가락, 손가락 또는 손바닥을 사용하여 공을 굴려 화면의 포인터를 배치하고, 손가락 끝으로 버튼을 누른다.
대부분의 트랙볼에서 사용자는 계속해서 굴리려면 손가락, 엄지손가락 또는 손을 들어 공 위에 다시 놓아야 하는 반면, 마우스는 들어올려서 다시 놓아야 한다. 일부 트랙볼은 페놀 수지와 같은 밀도 높은 재료로 만들어졌을 뿐만 아니라 마찰이 현저히 낮아 회전시켜 움직이게 할 수 있다. 트랙볼의 버튼은 마우스와 비슷한 위치에 있거나 사용자에 맞게 구성할 수 있다.
정확한 작업을 위해 CAD 워크스테이션에서는 대형 트랙볼이 흔히 사용된다. 터치패드가 등장하기 전에는 휴대용 컴퓨터와 블랙베리와 같은 스마트폰에서 책상 공간이 충분하지 않아 마우스를 사용할 수 없는 경우 작은 트랙볼이 흔히 사용되었다. 일부 작은 "섬볼"은 키보드 측면에 끼울 수 있도록 설계되었으며 마우스 버튼과 동일한 기능을 하는 통합 버튼이 있다.

## 역사
트랙볼은 제2차 세계 대전 이후 시대의 레이더 플로팅 시스템인 종합 표시 시스템 (CDS)의 일부로 영국 왕립 해군 과학 서비스에서 일하던 랄프 벤자민에 의해 발명되었다. 벤자민의 프로젝트는 아날로그 컴퓨터를 사용하여 사용자가 조이스틱으로 제공하는 여러 초기 입력 지점을 기반으로 목표 항공기의 미래 위치를 계산했다. 벤자민은 더 우아한 입력 장치가 필요하다고 느끼고 1946년에 이를 위해 볼 트래커 시스템인 롤러 볼을 발명했다. 이 장치는 1947년에 특허를 받았지만, 고무 코팅된 두 개의 바퀴 위를 굴러가는 금속 공을 사용하는 프로토타입만 제작되었으며 이 장치는 군사 비밀로 유지되었다. CDS의 생산 버전은 조이스틱을 사용했다.
CDS 시스템은 페란티 캐나다의 여러 엔지니어들도 보았으며, 그들은 캐나다로 돌아와 1952년에 캐나다 왕립 해군의 DATAR 시스템 개발을 시작했다. 주요 설계자인 톰 크랜스턴, 프레드 롱스태프, 케년 테일러는 표준 5핀 볼링 공을 롤러로 사용하여 트랙볼을 주 입력 장치로 선택했다. DATAR는 벤자민의 디스플레이와 개념이 유사했지만, 디지털 컴퓨터를 사용하여 트랙을 계산하고, 그 결과 데이터를 펄스 부호 변조 라디오 신호를 사용하여 태스크 포스의 다른 선박에 전송했다.
DATAR의 트랙볼은 움직임을 감지하기 위해 4개의 디스크를 사용했는데, X 및 Y 방향으로 각각 2개씩 사용했다. 몇 개의 추가 롤러는 기계적 지지를 제공했다. 공이 굴러갈 때 픽업 디스크가 회전하고 외부 가장자리의 접점이 와이어와 주기적으로 접촉하여 공의 각 움직임마다 출력 펄스를 생성했다. 펄스를 세어 공의 물리적 움직임을 결정할 수 있었다.
1966년부터 미국 회사인 오르빗 인스트루먼트 코퍼레이션은 레이더 비행 제어 데스크에 내장된 트랙볼인 X-Y 볼 트래커라는 장치를 생산했다.
독일 연방 항공 보안청(Bundesanstalt für Flugsicherung)의 유사한 트랙볼 장치는 텔레풍켄 콘스탄츠의 라이너 말레브라인을 중심으로 한 팀에 의해 1965년에 시작된 메인프레임 Telefunken TR 440, 프로세스 컴퓨터 TR 86 및 비디오 터미널 SIG 100-86을 포함한 텔레풍켄 컴퓨터 인프라 개발의 일부로 제작되었다. 이 트랙볼은 Rollkugel(독일어로 "구르는 공")이라고 불렸다. 얼마 후, 이 장치를 "반전"시키는 아이디어는 최초의 컴퓨터 볼 마우스 (여전히 Rollkugel라고 불리는 RKS 100-86 모델)의 도입으로 이어졌으며, 1968년부터 텔레풍켄의 컴퓨터 시스템에 라이트 펜과 트랙볼의 대체 입력 장치로 제공되었다.
후기 트랙볼 모델에서는 전기 접점이 광학 차단 휠로 대체되었는데, 이 휠에는 전기 접점 대신 작은 홈이 새겨져 있었다. 한쪽에서 LED로 조명하고 다른 쪽에서 광학 센서를 사용하여 휠의 회전이 주기적으로 빛을 차단하고 해제하여 센서가 전기 펄스를 생성하여 회전이 발생하고 있음을 나타낸다.
마우스는 움직임을 결정하는 데 동일한 기본 시스템을 사용했지만, 공이 책상이나 마우스패드와 접촉한다는 문제가 있었다. 부드러운 움직임을 제공하기 위해 공은 종종 미끄럼 방지 표면 처리로 덮여 있었는데, 이는 의도적으로 끈적했다. 마우스를 굴리면 먼지가 붙어 시스템 안으로 들어가 차단 휠을 막아 청소가 필요했다. 반면 트랙볼은 사용자의 손에만 닿으므로 더 깨끗한 경향이 있었다. 1990년대 후반에 마우스와 트랙볼 모두 공의 점을 직접 추적하는 직접 광학 추적을 사용하기 시작하여 미끄럼 방지 표면 처리가 필요 없게 되었다.
현대 마우스와 마찬가지로 대부분의 트랙볼에는 주로 스크롤링을 위한 보조 장치가 있다. 일부는 대부분의 마우스와 같은 스크롤 휠을 가지고 있지만, 가장 흔한 유형은 공 주위를 돌리는 "스크롤 링"이다. 켄싱턴의 슬림블레이드 트랙볼도 스크롤링을 위해 공 자체를 3차원으로 추적한다.
1989년년 기준부터 2020년대까지 두 주요 회사인 로지텍과 켄싱턴이 소비자용 트랙볼을 개발하고 생산했지만, 로지텍은 제품 라인을 두 가지 모델로 축소했다. 다른 소규모 회사들도 때때로 제품 라인에 트랙볼을 제공한다. 마이크로소프트는 마이크로소프트 트랙볼 익스플로러를 포함한 인기 모델을 생산했지만, 이후 모든 제품을 단종했다.
2017년 9월, 로지텍은 마지막 트랙볼 마우스 이후 6년 만에 MX-에르고 마우스를 출시한다고 발표했다.

## 특별한 적용

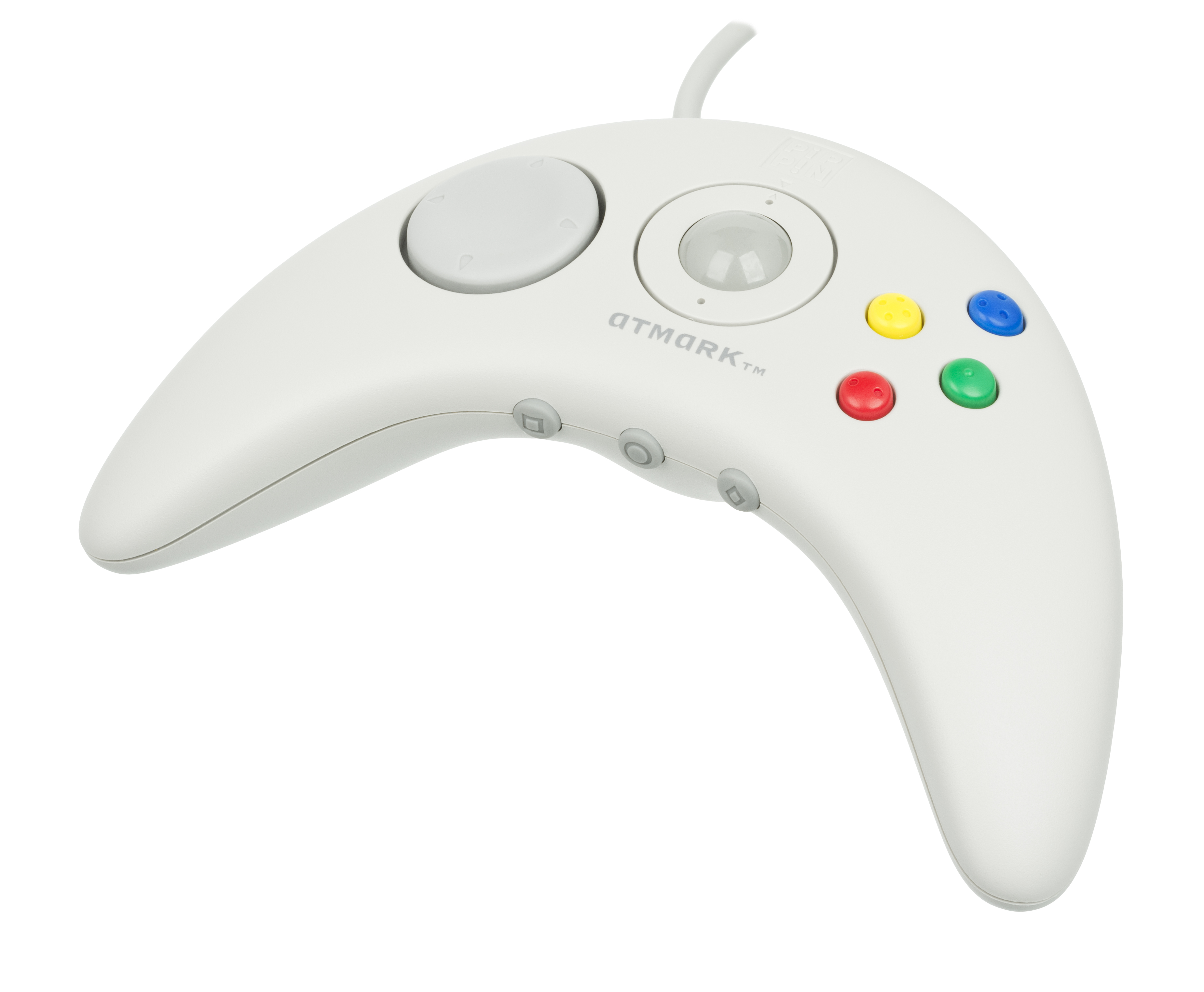
트랙볼이 있는 애플 반다이 피핀 게임패드

큰 트랙볼은 항공 교통 관제실의 레이더 콘솔이나 선박 또는 잠수함의 소나 장비와 같은 컴퓨터화된 특수 목적 워크스테이션에서 가끔 볼 수 있다. 이러한 장비의 최신 설치에서는 대부분의 사람들이 마우스를 사용하는 방법을 이미 알고 있기 때문에 대신 마우스를 사용할 수도 있다. 그러나 군용 이동식 대공 레이더, 상업용 여객기(예: 에어버스 A380 및 에어버스 A350 XWB) 및 잠수함 소나 장비는 트랙볼을 계속 사용하는 경향이 있는데, 이는 트랙볼이 더 튼튼하고 빠른 비상 사용에 더 적합하게 만들어질 수 있기 때문이다. 크고 잘 만들어진 트랙볼은 고정밀 작업을 더 쉽게 할 수 있도록 해주기 때문에 이러한 응용 분야(종종 "트래커 볼"이라고 불림)와 컴퓨터 지원 설계에서 여전히 사용될 수 있다.
트랙볼은 비디오 게임, 특히 초기 아케이드 게임에 등장했다(트랙볼 아케이드 게임 목록 참조). 1978년 3월, 세가는 트랙볼 컨트롤을 사용하는 협회 축구 게임인 월드컵을 출시했다. 1978년 10월, 아타리는 아타리 풋볼을 출시했는데, 이는 트랙볼 사용을 대중화했으며, 게임 개발자들은 이 게임이 이전 일본 협회 축구 게임에서 영감을 받았다고 언급했다. 다른 주목할 만한 트랙볼 게임으로는 아타리의 센티피드와 미사일 커맨드가 있으며, 아타리는 이를 "TRAK-BALL"로 상표 등록했다.
콘솔 트랙볼은 현재는 드물지만 1980년대 초에는 흔했다. 아타리 2600과 아타리 5200 콘솔, 그리고 경쟁작인 콜레코비전 콘솔은 모두 표준 컨트롤러로 조이스틱을 사용했지만, 각각 주변기기로 트랙볼을 선택 사항으로 제공했다. 1996년에 출시된 콘솔인 애플 반다이 피핀은 게임패드에 트랙볼이 기본으로 내장되어 있었다. 트랙볼은 2000년대 초 광마우스가 대중화되기 전에는 볼 마우스보다 신뢰성이 높아 e스포츠에서 가끔 사용되었지만, 현재는 광마우스가 뛰어난 속도와 정밀도를 제공하기 때문에 매우 드물다. 트랙볼은 여전히 펍 골프 기계(예: 골든 티)에서 클럽 스윙을 시뮬레이션하는 데 사용된다.
트랙볼은 또한 아날로그 조이스틱을 훌륭하게 보완하는 것으로 여겨져 왔으며, 1996년에 조이스틱 패스스루 기능을 갖춘 트랙볼인 어쌔신 3D에서 처음 선보였다. 그 후 1996년에 매드 캐츠는 어쌔신 3D를 기반으로 한 팬서 XL을 출시했다. 이러한 조합은 양손 조준과 일반적으로 1인칭 슈팅 게임에서 사용되는 전통적인 마우스 및 키보드 조합을 대체하는 높은 정확성과 일관성을 제공한다. 밸브의 하프라이프 및 아이드 소프트웨어의 퀘이크 시리즈와 같은 많은 게임은 조이스틱 및 아날로그 플레이어 움직임을 기본적으로 지원한다. 2020년년 기준 기준으로 한 명의 프로 e스포츠 선수가 트랙볼을 사용하는 것으로 알려져 있다.

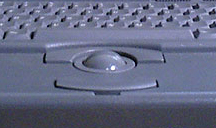
애플 파워북 145 랩톱 컴퓨터의 트랙볼 마우스

일부 공공 인터넷 접속 터미널에는 트랙볼이 포인팅 장치로 제공된다. 마우스와 달리 트랙볼은 콘솔에 쉽게 내장할 수 있으며, 뜯겨 나가거나 쉽게 훼손되지 않는다. 영국의 일부 맥도날드 매장에서 제공하는 인터넷 브라우징 콘솔과 BT 브로드밴드 인터넷 공공 전화 부스가 그 예이다. 이러한 단순성과 견고함은 산업용 컴퓨터에 사용하기에도 이상적이다.
개인용 컴퓨터용 트랙볼은 고정되어 있기 때문에 마우스보다 작동에 필요한 공간이 적어 작은 책상이나 랙 마운트 터미널과 같이 좁거나 어수선한 공간에서 사용하기 편리하다. 동일한 이유로 일반적으로 실험실 환경에서 선호된다.
트랙볼은 종종 랩톱 컴퓨터에 포함되었지만, 1990년대 후반부터는 터치패드와 포인팅 스틱으로 대체되었다. 트랙볼은 표준 데스크톱 컴퓨터와 함께 별도의 입력 장치로 여전히 사용되지만, 이 용도 또한 새로운 데스크톱 운영 체제에서 멀티터치 제스처 제어가 널리 보급됨에 따라 터치패드로 대체되고 있다.

## 인체 공학

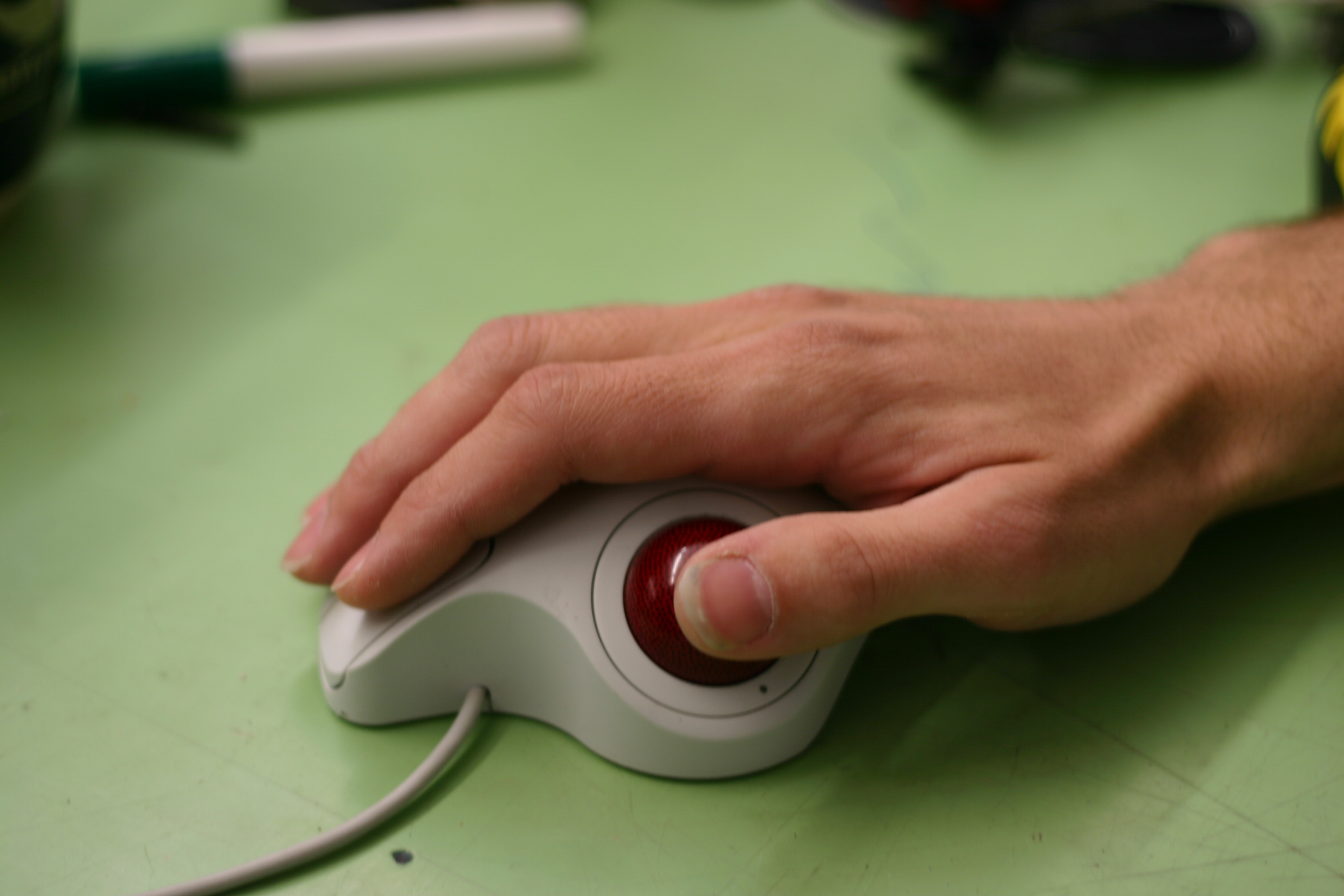
로지텍 트랙맨 마블 휠은 엄지손가락으로 볼을 사용하도록 설계되었다.

운동 장애가 있는 사람들은 트랙볼을 보조과학기술 입력 장치로 사용한다. 그래픽 지향 운영 체제가 지배적이 되면서 이들에게는 대체 포인팅 장치에 대한 접근이 더욱 중요해졌다. 고려해야 할 많은 대체 시스템이 있다. 트랙볼의 제어 표면은 조작하기 쉽고, 포인터 위치에 영향을 주지 않고 버튼을 작동할 수 있다.

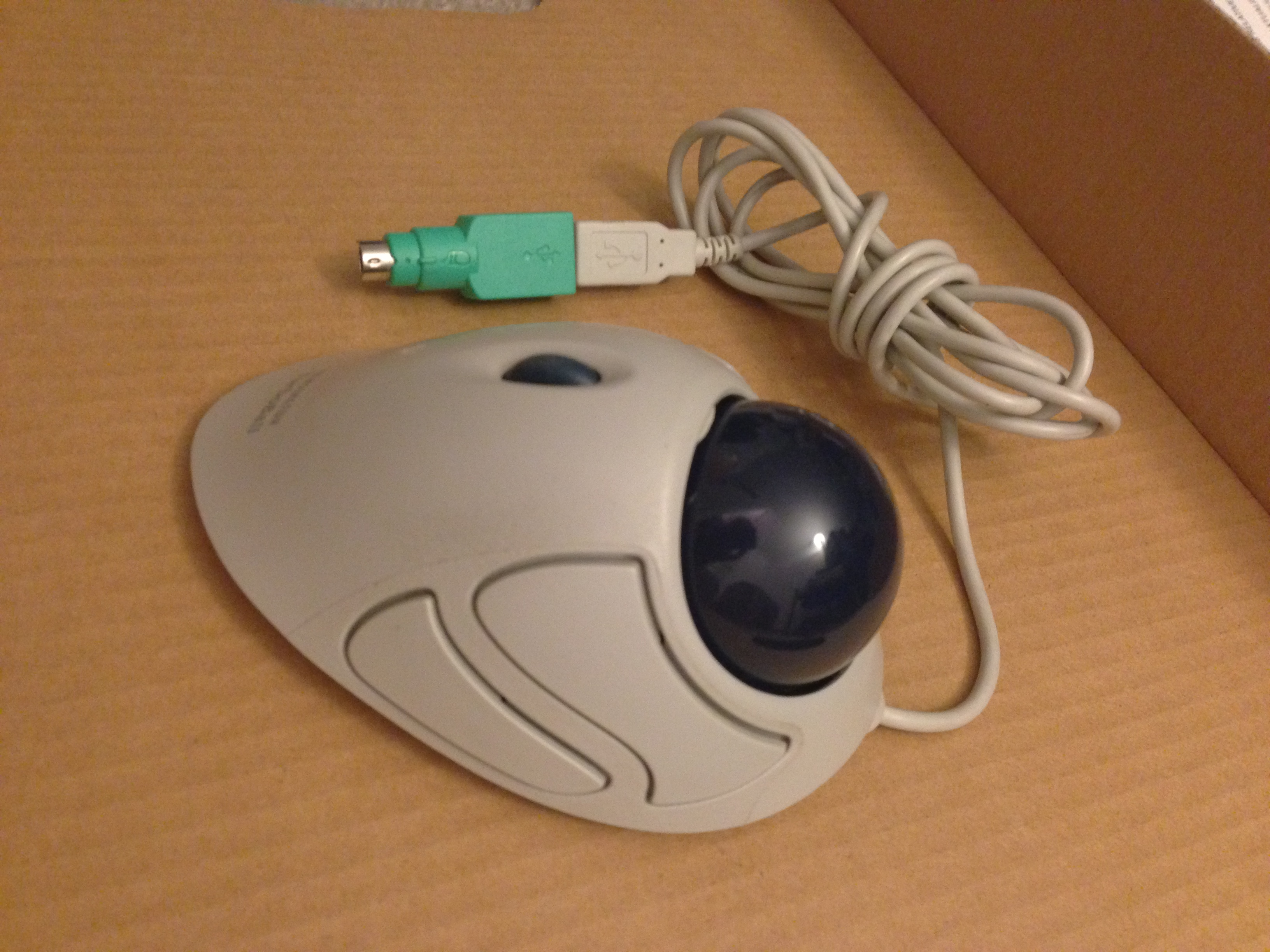
검지손가락이나 가운데손가락으로 볼을 사용하도록 설계된 켄싱턴 터보볼 마우스

트랙볼 사용자는 또한 장치를 평평한 책상 표면에만 사용해야 하는 것이 아니라고 자주 말한다. 트랙볼은 침대에서 랩톱을 사용하거나, 안락의자에서 무선으로 PC를 사용하여 영화를 볼 때 사용할 수 있다. 또한 흔들리는 갑판이 원치 않는 입력을 생성할 수 있는 보트 또는 기타 불안정한 플랫폼에서 컴퓨터를 사용할 때도 유용하다.
트랙볼은 일반적으로 지름 1인치 이하의 볼을 한 손가락(거의 항상 엄지손가락)으로 움직이고 다른 손가락으로 버튼을 클릭하는 엄지손가락 조작 방식이거나, 지름 2인치 이상의 볼을 가운데 손가락으로 조작하고 엄지손가락과 새끼손가락으로 버튼을 클릭하는 손가락 조작 방식이다. 사용자들은 편안함, 이동성, 정밀도 또는 손/손목의 부담을 줄이는 이유로 한 가지 형식을 선호한다. 대부분의 손가락 조작 방식은 대칭적인 디자인으로 양손으로 사용 가능하지만, 엄지손가락 조작 방식은 본질적으로 비대칭적이거나 “오른손잡이/왼손잡이용”으로, 가장 작은 것은 공중에 들고 사용할 수 있다. 엄지손가락 조작 트랙볼은 수요가 적기 때문에 일반적으로 왼손잡이용으로 제공되지 않는다.
일부 컴퓨터 사용자는 인체 공학적 이유로 일반적인 마우스보다 트랙볼을 선호한다. 대부분의 응용 프로그램에 어떤 종류의 포인팅 장치가 가장 적합한지 결정하기 위해 수행된 연구에서 확실한 증거는 없는 것으로 보인다. 응용 프로그램 사용자들은 다양한 장치를 테스트하고 편안함을 위해 올바른 자세와 정기적인 휴식을 유지하도록 권장된다. 일부 장애가 있는 사용자들은 트랙볼을 더 쉽게 사용한다고 느끼는데, 이는 전체 손을 움직이는 대신 엄지손가락만 손에 상대적으로 움직이면 되기 때문이다. 그러나 다른 사용자들은 엄지손가락의 피로가 용납할 수 없는 수준이라고 느끼기도 한다. 노인들은 더블 클릭할 때 마우스를 움직이지 않고 가만히 두는 데 어려움을 겪는 경우가 있는데, 트랙볼은 버튼을 사용할 때 볼에서 손을 떼는 것을 허용한다.
사용자가 타이핑하는 대신 메뉴나 웹사이트를 탐색할 때, 트랙볼을 오른손으로 텔레비전 리모컨처럼 잡고 오른손 엄지손가락으로 볼을 조작하고 왼손 엄지손가락으로 버튼을 눌러 손가락에 휴식을 줄 수도 있다.

## 모바일 기기

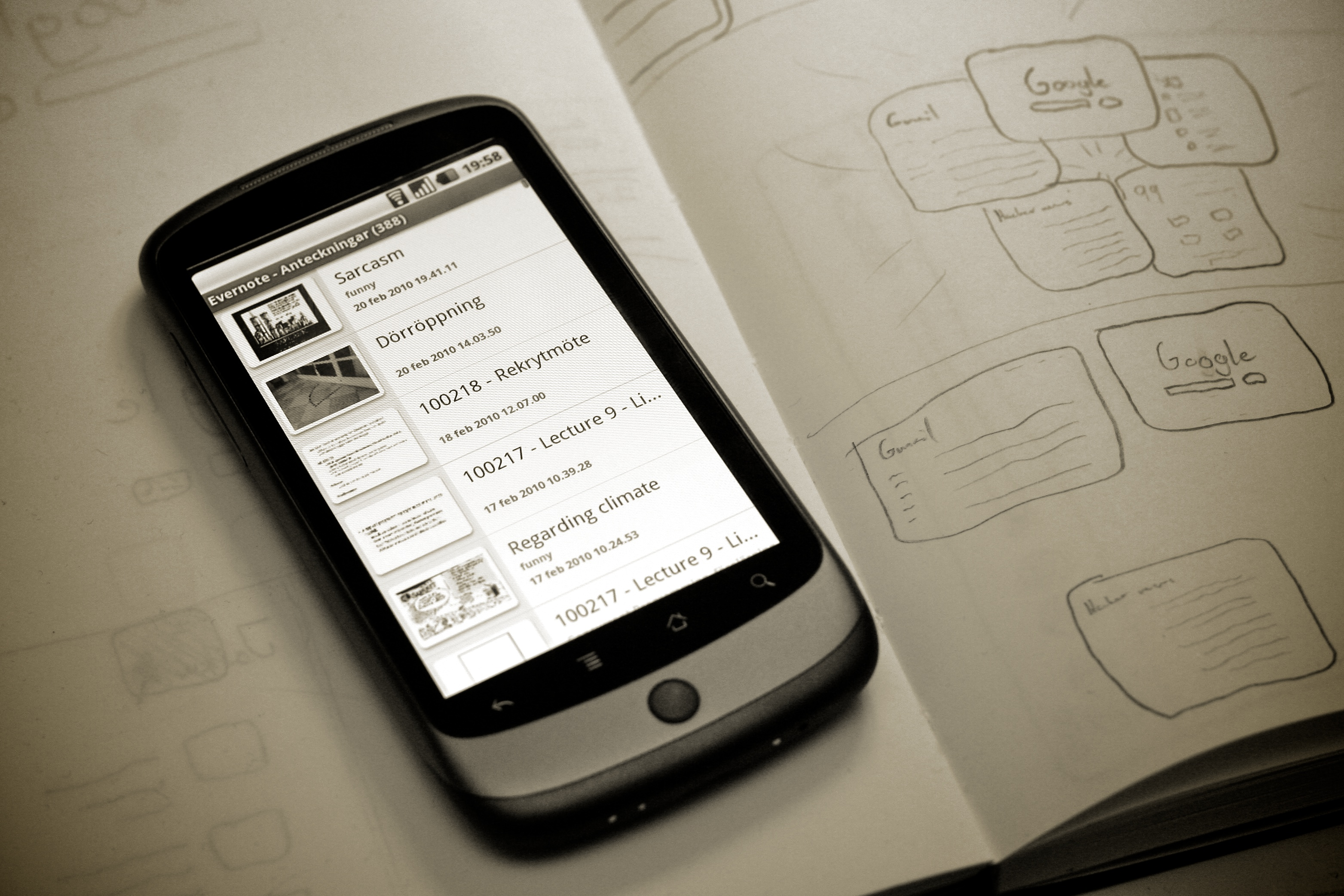
트랙볼이 있는 넥서스 원

일부 모바일 기기에는 블랙베리 시리즈, T-모바일 사이드킥 3, 그리고 많은 초기 HTC 스마트폰을 포함한 트랙볼이 탑재되어 있다. 이 미니어처 트랙볼은 모바일 기기의 두께에 맞도록 제작되었으며, 손가락이나 엄지손가락 끝으로 제어된다. 이들은 대부분 스마트폰에서 터치스크린으로 대체되었지만, 블랙베리 시리즈에서는 나중에 터치스크린으로 대체되기 전에 "광학 트랙볼" 또는 "광학 트랙패드"로 대체되었다.

## 마우스
스크롤 휠 대신, 일부 마우스에는 때때로 스크롤 볼이라고 불리는 작은 트랙볼이 포함되어 있다. 인기 있는 예로는 애플의 마이티 마우스가 있다. 옆면에 더 큰 트랙볼이 있는 마우스는 고정된 상태를 유지하도록 설계될 수 있으며, 트랙볼을 사용하여 마우스를 움직이는 대신 마우스 커서를 이동시킨다.

## 같이 보기
- 터치패드
- 포인팅 스틱
- 기계식 마우스